# 愛爾蘭神話

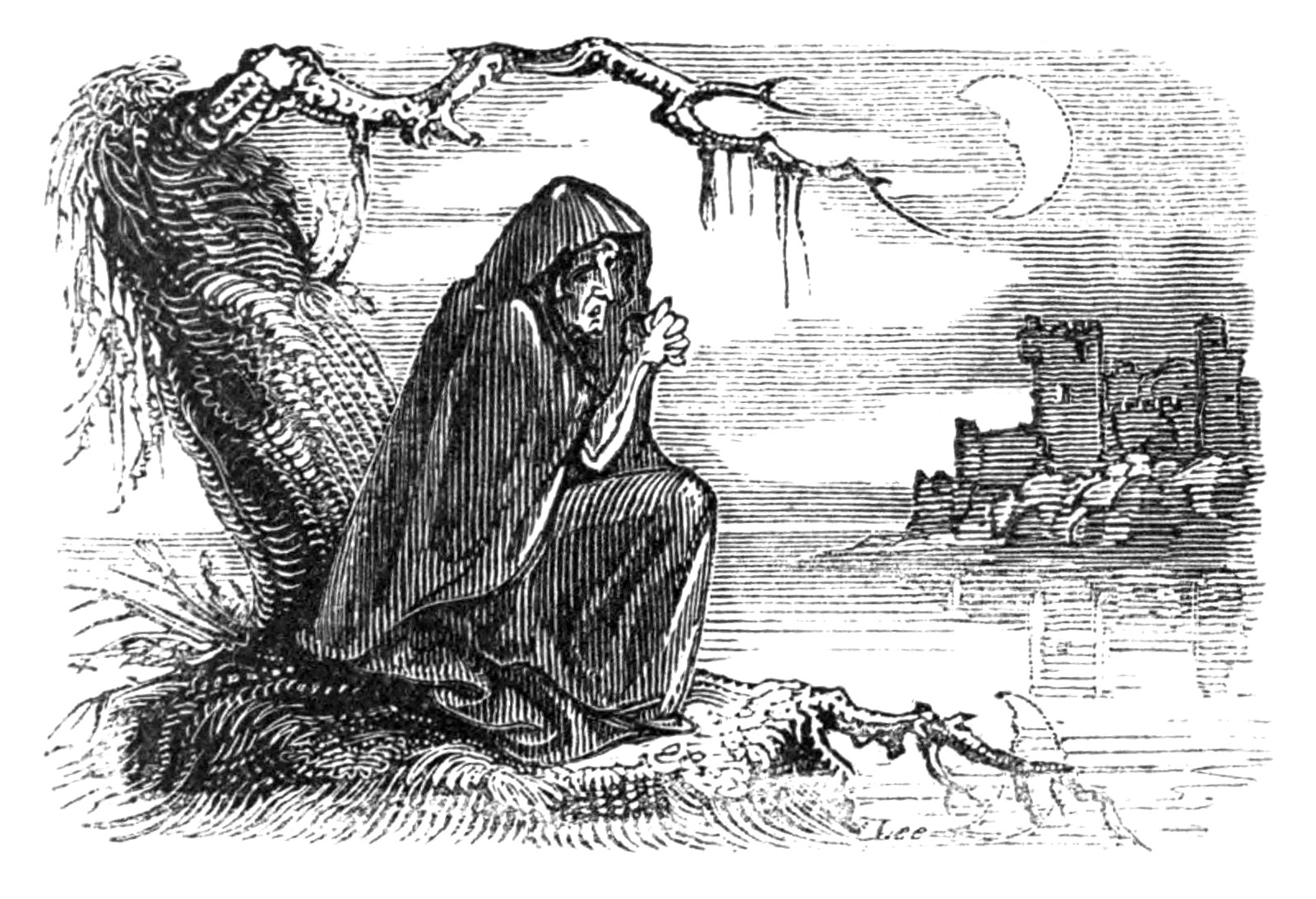
邦沃斯（Charles Bunworth）繪製的報喪女妖

愛爾蘭神話（Irish mythology）泛指愛爾蘭人所信奉的凱爾特信仰的神話，接觸基督教前的愛爾蘭神話以口述傳播，基督教進到愛爾蘭後，愛爾蘭神話才首次以文字記錄，後稱中古愛爾蘭文學。愛爾蘭神話是凱爾特神話體系中最詳細也最完好的分支，儘管內容多少受到基督教影響。許多文本未能留存到現代，有些文本甚至根本沒有被抄寫下來，大部分現存的文本可分為四個聯篇（cycle），部分聯篇的內容重疊，四大聯篇分別是《神話聯篇》（Mythological Cycle）、《烏爾斯特聯篇》（Ulster Cycle）、《費南聯篇》（Fenian Cycle）和《歷史聯篇》（Historical Cycle），另外還有一些無法被歸入任何聯篇的神話故事，與口述傳播的民間故事，民間故事和文本的發展不同，有時候會混合一個或多個聯篇，有時候則會混合史實。
愛爾蘭神話中著名的故事包含《提爾納諾》、《芬馬酷記》（Fionn MacCumhaill）、《納費南記》（Na Fianna）、《伊斯錫人》（The Aos Sí / Aes Sídhe）、《庫胡林記》（Sétanta (CúChulainn)）、《圖哈德達南族》（Tuatha Dé Danann）、《李爾的子嗣》（Oidheadh chloinne Lir）、《奪牛長征記》（Táin Bó Cúailnge）和《智慧鮭魚記》（the Salmon of Knowledge）。

## 愛爾蘭神話中的神靈
神祇和女神的重要性依文本而異。地域傳說（Dindshenchas）中重視女性神靈和傑出的祖先，歷史傳說中則重視殖民者、發明家和男性戰士，女性角色只在故事中偶爾出現。
初始女神和土地、水和統治權有關，且常被視為該地區或國家最古老的祖先，常以母親的形象出現，照顧大地和後裔，同時教導後裔，並在敵人來犯時英勇禦敵。由特定人物轉化而成的神靈常和文化有關，如修女布麗姬與詩歌、鑄造和治療有關。有些女性德魯伊是先知，擅長預言死亡與毀滅。化獸術（Zoomorphism）是愛爾蘭神話中重要的特點，如貝德卡瑟（Badb Catha）人稱「戰爭渡鴉」，而摩莉甘女神（The Morrígan）在《奪牛長征記》中可以幻化成鰻魚、狼或牛。

### 女神
凱爾特神話體系中的女神並不是單靠某種特質區分的（如「愛神」)，單個領域可能會有好幾個與之相關的女神，一位女神也有可能會與多個領域相關，因此，凱爾特神話體系中的女神不能直接和其他神話體系（如希臘、羅馬）的神祇對應。
圖哈德達南族之母通常被認為是婭努（Anu）或妲奴（Danu）。
許多女神和聖所有關聯，這些聖所是年度祭典舉辦的地方，如瑪查（Macha）和納萬堡（Eamhain Mhacha）有關，卡曼（Carman）、泰爾奇（Tailtiu）也各自有相關的聖所。
女戰神常常三位一起出現，且與統治權和神聖動物有關，這些動物有時候和屠殺相關（如狼和烏鴉），有時候和土地豐收有關（如牲畜），神聖動物會庇護戰場和戰場中的人，在奪牛長征記中，幾個女神煽動並引起了戰爭。主要的女戰神有摩莉甘女神、瑪查和貝德，費南聯篇中有負責訓練戰士的女戰士，如訓練菲恩·麥克庫的女戰士：莉亞路雅琪拉（Liath Luachra）。

### 神
愛爾蘭神話中的神可以區分為好幾種，第一種是高盧人和不列顛人的舊神；第二種是愛爾蘭神話的主角，居住在愛爾蘭本土的舊神的周圍，也就是大墳塚（The Great Barrows of the Dead）的周圍；第三種居住在海裡；第四種居住在其他世界。最常出現的神是達格達（Dagda）和盧格（Lug），有些學者認為這兩位神的故事可以和希臘神話呼應。

### 德魯伊
德魯伊被眾人尊敬，被視為精神領袖和導師，且在多個領域中各有出色的成就。

### 英雄
愛爾蘭神話中的英雄可清楚區分為兩種：本地人與外來者。
本地人是維持正義的英雄，生活在居住地周遭，保護人民免於外來者侵犯。在家族（túath）中，英雄是人類而非眾神。
費南戰團（Fianna warrior bands）被視為外來者，狂野不羈，大多為年輕戰士，居住在邊疆。費南戰團是保護居住地免於外來者侵犯的外來者。費南戰團會在居住地渡冬，夏季則居住在野外，訓練青少年並照護在戰鬥中受到永久損傷的老戰士。費南戰團聽從領袖指揮，有時候會顯得無政府，費南戰團供奉的是自己的神祇，而不是居住地的神祇。

## 神話的來源
愛爾蘭神話的文本有三種主要來源：（一）十一世紀晚期至十二世紀早期的《當肯書》（Lebor na hUidre，＂Book of the Dun Cow＂），目前存放於愛爾蘭皇家科學院；（二）《倫斯特書》（Book of Leinster），目前存放於都柏林大學三一學院圖書館；（三）《洛林森手稿》（MS Rawlinson B 502 (Rawl.)），目前存放於牛津大學博德利圖書館。雖然這些文本年代久遠，但其乘載的故事更為久遠，且為現今已知最古老，完全以愛爾蘭文書寫的文本。
其他重要的愛爾蘭神話還有另外幾副文本，這組文本來自晚十四世紀或早十五世紀的西愛爾蘭，分別為《萊肯黃皮書》（Yellow Book of Lecan）、《萊肯書》（Great Book of Lecan）、《巴利莫書》（Book of Ballymote）。《萊肯黃皮書》存放在三一學院圖書館，其他則存放在愛爾蘭皇家科學院。《萊肯黃皮書》共有十六個章節，包含菲恩·麥克庫傳奇、愛爾蘭聖人的故事節錄，和已知最古老版本的《奪牛長征記》，《奪牛長征記》是極為古老的歐洲史詩，以白話文撰成。其他十五世紀的文本，如《費爾伊莫書》（The Book of Fermoy ），或 1640 年傑佛瑞·基廷著作的《愛爾蘭史》（Foras Feasa ar Éirinn），包含許多內容，而這些文本都是整合性的文本，因此其內容可能來自於更早期而未能保存至現代的文本。
研究這些文本時，每時每刻都需要去思考文本是出自於什麼環境之下，且該環境對文本造成了什麼影響，大部分的文本是由基督教僧侶撰寫，這些僧侶一方面想記錄自己本土的文化，一方面又由於自身信仰的緣故，將異教徒的神「神話歷史化（euhemerize）」，也就是將神祇改寫為基於歷史改編的人物，而並非真正的「神」。神話中提及愛爾蘭人帶有不列顛入侵者的血統，稍晚的許多文本，包含蒙茅斯的杰弗里和其他人所撰寫的文本，都試圖為愛爾蘭人「打造」一副歷史，試圖將其與羅馬建立的故事比較。稍晚的文本傾向將愛爾蘭神話中神祇的譜系改寫，使其更類似於希臘或聖經中的譜系。
學者一度爭論中世紀愛爾蘭文學是否真的能追溯至歐洲的古凱爾特人，將數世紀以來以口語傳播的遠古傳統保存至今。肯尼斯·傑克遜將烏爾斯特聯篇形容為「一扇瞥入鐵器時代的窗」，嘉瑞特·歐姆斯泰德曾試圖將烏爾斯特聯篇中的《奪牛長征記》與剛德斯川普鑊（Gundestrup Cauldron）上的圖像類比。然而，其他學者認為，這些在基督教時期撰寫的文本乃是臨摹經典史詩而來，是僧侶在學習拉丁文的過程中所創作的作品，學者指出奪牛長征記中幾個篇章明顯受到伊里亞德影響，且《特洛伊末日》（Togail Troí）這副文本的存在也支持了該說法，《特洛伊末日》出自於倫斯特書，該篇為愛爾蘭改寫版的達爾斯·普利吉斯（Dares Phrygius）著作的《特洛伊史》（De excidio Troiae historia），學者也指出這些文本中提到的物質文化比較類似於當時的物質文化，而非古凱爾特人的。

## 《神話聯篇》
《神話聯篇》（Mythological Cycle）包含舊神和愛爾蘭人起源的故事，是四大聯篇中保存較為完整的一支。神話聯篇的主角是侵略並居住在愛爾蘭的異地人，包含弗摩爾族（Formorian）、帕瑟林尼族（Partholinians）、尼梅迪族（Nemedians）、菲爾博格族（Nemedians）、圖哈德達南族（Tuatha Dé Danann）和米列希安族（Milesians）。神話聯篇中主要的文本包含《地方傳說》（Metrical Dindshenchas）和《入侵之書》（Lebor Gabála Érenn），其它保存相關神話故事的文本有《安格斯之夢》（The Dream of Aengus）、《埃坦求愛記》（the Wooing Of Étain）、《莫伊茲拉之役》（Cath Maige Tuireadh）。著名的愛爾蘭文學《李爾之子的悲劇》（Oidheadh Clainne Lir）也屬於神話聯篇。
《入侵之書》是關於愛爾蘭的偽史，內容追溯愛爾蘭人的祖脈，一路追溯至諾亞之前，講述一群又一群入侵或「接收」愛爾蘭的民族，第五群來到愛爾蘭的是圖哈德達南族（女神妲奴的子民），圖哈德達南族來到愛爾蘭島的時間早於蓋爾族（Gaels）和米列希安族，圖哈德達南族與更早到來的弗摩爾族交戰，弗摩爾族由邪眼包爾（Balor of the Evil Eye）領導，包爾最後在第二次莫伊茲拉之役死於長臂盧格（Lugh Lámfada）手中。蓋爾族來到愛爾蘭後，圖哈德達南族便遷徙到地底下，變成了稍晚的神話和傳說中出現的精靈。

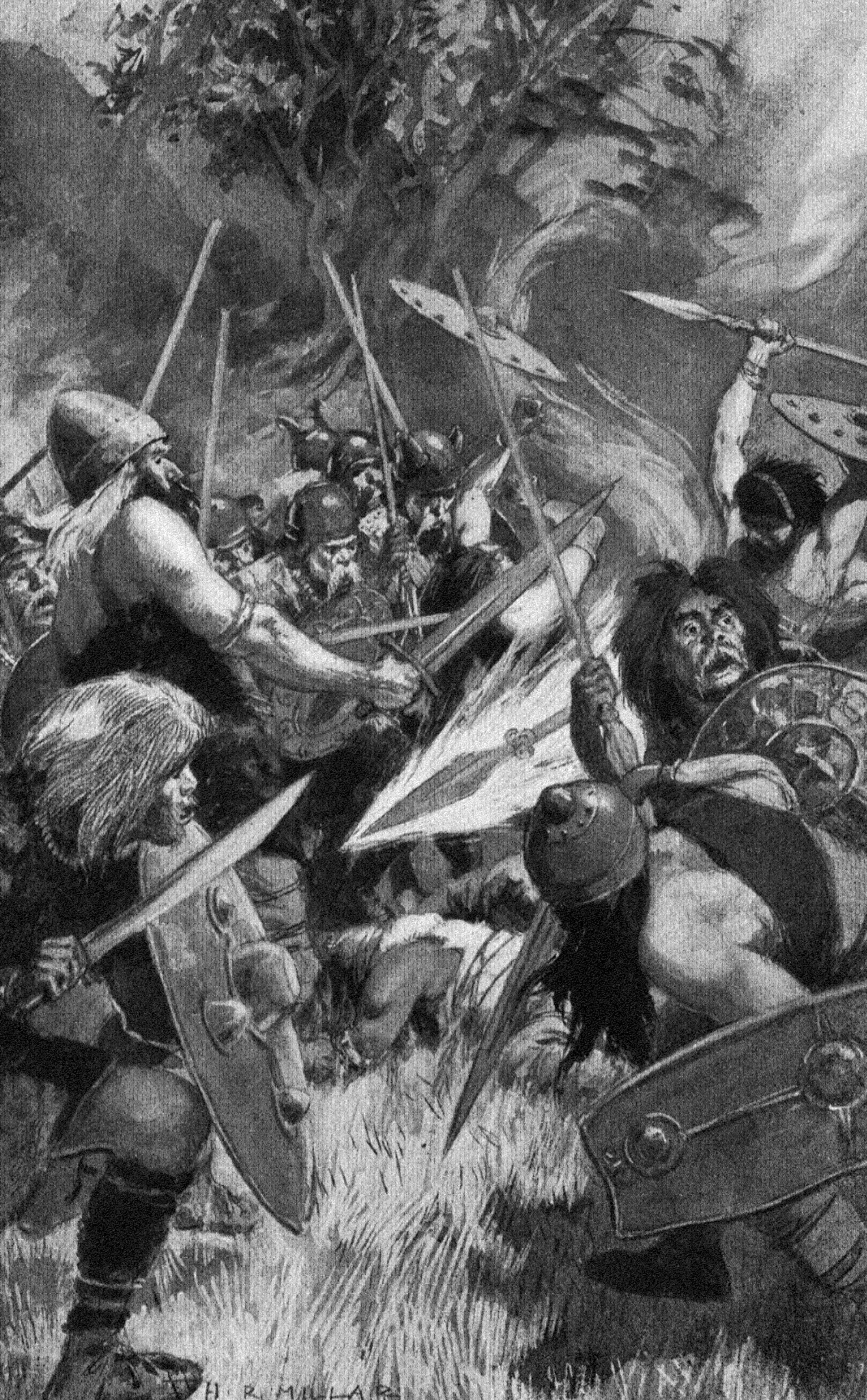
盧格的魔法長槍，H. R. Millar，1905。

《地方傳說》中記載著許多早期愛爾蘭地名的傳說，與一系列述說地名由來的詩。《地方傳說》中有很多神話聯篇中的人物與故事的重要資訊，包含米列希安族打敗圖哈德達南族的泰爾奇之役。
值得注意的一點是，中古時期的圖哈德達南族並不被視為神族，而是像稍早黃金時期一樣，被視為會變形術的民族。《入侵之書》和《莫伊茲拉之役》中都將圖哈德達南族描述成遠古時代的王和英雄，並在故事的結尾死去。然而，其他的文本和證據顯示圖哈德達南族曾被視為神靈。
儘管稍晚統治愛爾蘭的民族將盧格、摩莉甘女神、安格斯、馬那南（Manannán Mac Lir）等角色去除了永生不死的特性，這些人物還是出現在背景為數個世紀以後的故事中。《倫斯特書》中有一首詩列出了眾多圖哈德達南族的名字，但詩的結尾寫道：「儘管［作者］將其列舉，但［作者］並不崇拜他們」。高布紐（Goibniu）、克迪涅（Creidhne）、盧克泰（Luchta）為工藝三神。中世紀的文本將達格達的名字解釋為「好的神」。努亞達（Nuada）和不列顛人的神諾登斯（Nodens）為同源詞。盧格對應凱爾特人的神盧格斯（Lugus），盧格斯意思為「光」。圖林（Tuireann）可能和高盧人的塔拉尼斯（Taranis）有關，歐格馬（Ogma）和歐格米歐（Ogmios）有關，貝德和卡突波德拉（Catubodua）有關。

## 《烏爾斯特聯篇》
《烏爾斯特聯篇》（Ulster Cycle）的時代背景大多在西元一世紀，地點大部分位於烏爾斯特省和康諾特省。烏爾斯特聯篇的故事圍繞在烏爾斯特國王孔喬巴爾·麥克內薩（Conchobar mac Nessa）、盧格之子庫胡林和他們的友人、愛人和敵人之間。烏爾斯特省在愛爾蘭的東北角，《烏爾斯特聯篇》中的故事主要發生在艾曼馬查（Emain Macha）的皇宮（現今為納萬堡 Navan Fort），該地接近現今的阿馬。烏爾斯特省和位於蘇格蘭的愛爾蘭殖民地關係密切，庫胡林曾在蘇格蘭接受訓練。

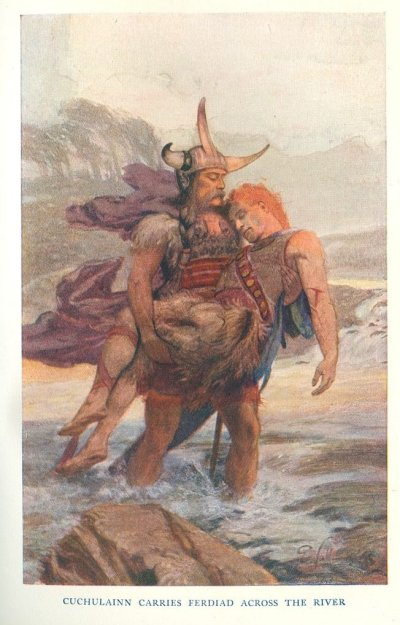
庫胡林抱著費迪亞德過河。

《烏爾斯特聯篇》中包含英雄的出生、早年生活、受訓、求愛、戰鬥、饗宴和死亡，反映了當時戰士的生活，在當時，戰爭通常會一場戰役決勝負，財富則由牲畜多寡判斷。《烏爾斯特聯篇》大多為散文，核心為《奪牛長征記》，其他故事包含《艾弗獨子悲劇之死》（The Tragic Death of Aife's only Son）、《布里克里的饗宴》（Bricriu's Feast）和《達德卡旅店的毀滅》（The Destruction of Da Derga's Hostel）。《烏斯納克之子的流亡》（The Exile of the Sons of Usnach），或其更廣為人知的名字：《迪爾德麗的悲劇》（tragedy of Deirdre）也屬於《烏爾斯特聯篇》。約翰·米林頓·辛格、威廉·巴特勒·叶芝和文森特·伍兹的戲劇也是由《烏爾斯特聯篇》中的故事改編的。
《烏爾斯特聯篇》部分內容接近《神話聯篇》。有些出現在《神話聯篇》中的角色重新出現於《烏爾斯特聯篇》之中，而相同的變形術也有出現在《神話聯篇》中，但在《烏爾斯特聯篇》中變形術較貼近現實主義。有些角色如梅芙（Medb）和庫洛依（Cú Roí）可能曾被當作是神靈，但大多的角色，如英勇過人的庫胡林，則是凡人，生活在特定的時間特定的地點。如果《神話聯篇》呈現的是黃金時期，那《烏爾斯特聯篇》呈現的便是英雄時期。

## 《費南聯篇》
《費南聯篇》（Fenian Cycles）也稱《莪相聯篇》（Ossianic Cycle），《費南聯篇》和《烏爾斯特聯篇》同樣講述愛爾蘭英雄的事蹟。《費南聯篇》的時代背景為西元三世紀，地點主要位於倫斯特省和芒斯特省。《費南聯篇》異於其他聯篇的是其和高地蘇格蘭人關係緊密，有很多《費南聯篇》的文本都是來自蘇格蘭。《費南聯篇》異於《烏爾斯特聯篇》的是其大多以韻文寫成，且風格較接近羅曼史而非史詩。《費南聯篇》的故事主角為菲恩·麥克庫和部下（費南戰團）的大小事蹟。

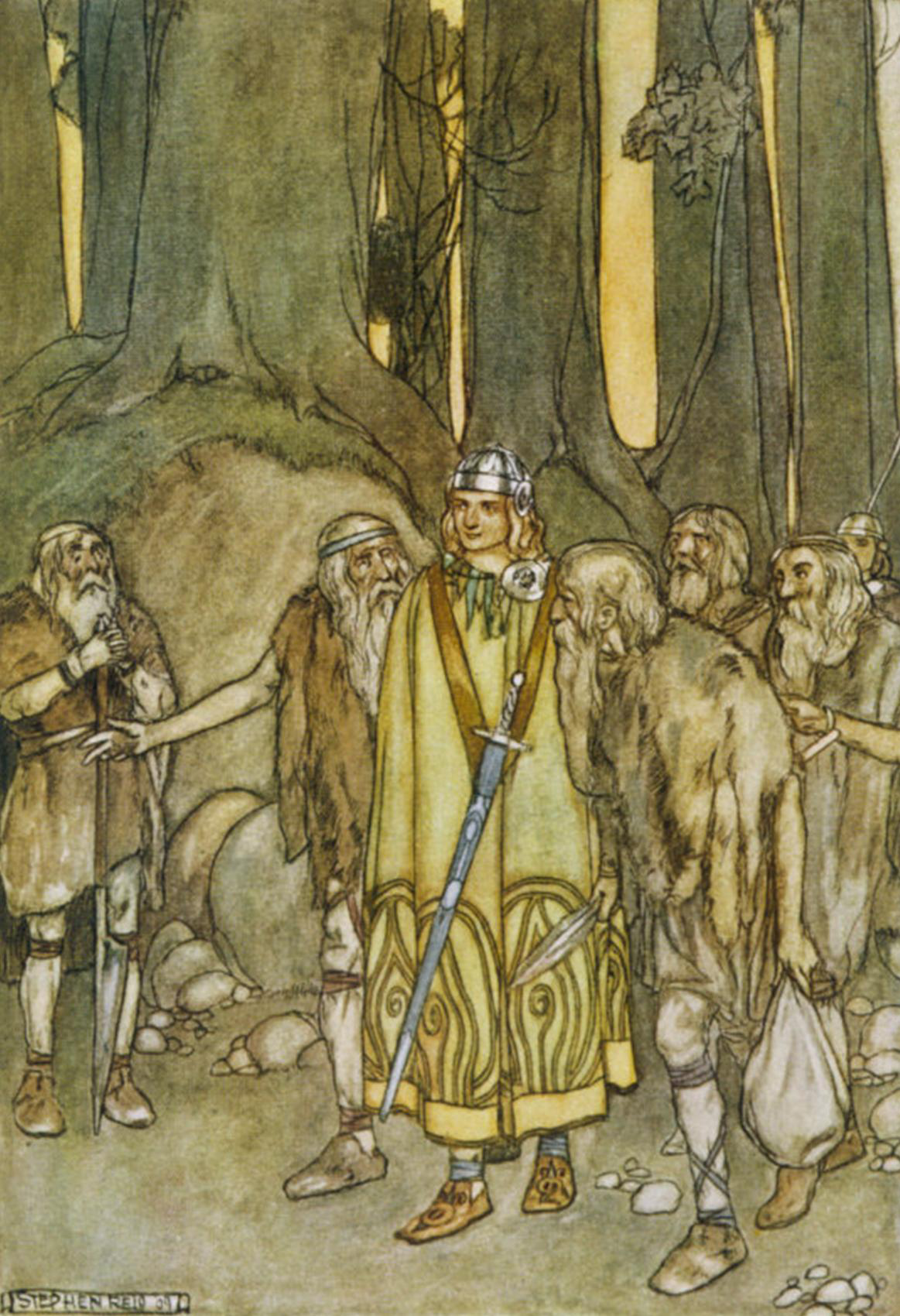
菲恩·麥克庫前來協助費南。

《費南聯篇》中大多的故事來自於《列祖傳》（Acallam na Senórach），該文本出現在兩份15世紀的手稿之中，分別是《里斯摩爾書》（Book of Lismore）和《610首讚詞》（Laud 610），同時也出現在一份17世紀的手稿中，該手稿來自都柏林地區的基利尼。根據語言學證據，《老人談話集》可追溯至12世紀，其中記載了凱爾提·麥羅南（Caílte mac Rónáin）和莪相（Oisín）的對話、費南戰團最後成員間的對話，和聖博德的話語，總計約 8,000 行。手稿的年份晚於其記載的內容，這點可能反映了《費南聯篇》由口述的方式傳播了很長的一段時間。
故事中的費南戰團可分為兩個部族，分別為巴斯金部族（Clann Baiscne）與莫納部族（Clann Morna），巴斯金部族由菲恩·麥克庫領導，莫納部族則由戈爾·麥克莫納領導，兩者為敵對關係。戈爾於戰鬥中殺害了菲恩的父親庫哈爾，而當時還是男孩的菲恩則被秘密地撫養長大。菲恩年幼時，曾有一次邊學習詩歌邊下廚，在烹調智慧鮭魚的時候不小心燙傷了大拇指，此後，菲恩便可以透過吸或咬大拇指來汲取無窮盡的智慧。菲恩稍後成了巴斯金部族的領袖，他們的歷險事蹟被記載在無數的故事中。愛爾蘭文學中兩篇重要的文本也屬於本聯篇，這兩篇文本分別為《追捕迪爾姆德與格蘿妮婭》（Tóraigheacht Dhiarmada agus Ghráinne）和《莪相的提爾納諾之旅》（Oisín in Tír na nÓg），《追捕迪爾姆德與格蘿妮婭》以《費南聯篇》中較少見的散文形式呈現，該文本可能是《崔斯坦和伊索德》的故事來源。
《費南聯篇》中的戰士大部分的時間都在狩獵、戰鬥，或在靈界中歷險。想加入戰團的新人必須要瞭解詩歌，同時還要經歷一連串的考驗與試煉。大部分的詩被認為是由莪相寫下的。《費南聯篇》填補了接觸基督教前到皈依基督教後的時間斷層。

## 《歷史聯篇》
《歷史聯篇》（Historical Cycles）是由中世紀的愛爾蘭吟遊詩人和宮廷詩人所撰寫，在當時，他們負責記錄所侍奉的家族或王的家族史和族譜，以詩的形式創作，混合神話與史實，後人稱之為《歷史聯篇》或《王的聯篇》，這些聯篇包含了一系列互不相關的故事，所以更準確地來說應該只稱其為「聯篇」。
《歷史聯篇》中提到很多位王，如神話虛構的拉布瑞德·羅恩瑟（Labraid Loingsech）和基於史實的布賴恩·博魯，其中拉布瑞德·羅恩瑟據說在西元 431 年當上了愛爾蘭的大君王。《歷史聯篇》中最著名的文本是《斯威尼的狂亂》（Buile Shuibhne），該文本以詩句和散文的形式呈現，斯威尼是達爾·納雷迪（Dál nAraidi）的王，遭到聖羅南（St. Ronan）詛咒後變成了半人半鳥的生物，只能生活在樹林之中，無法回到人群之中。此故事受到現代愛爾蘭詩人的喜愛，特雷弗·喬伊斯（Trevor Joyce）和謝默斯·希尼都曾經出版過該故事的英文譯本。

## 其他故事

### 歷險
歷險（echtrae）包含了一系列的冒險，地點是愛爾蘭神話世界觀中的異世界（向西航行越過大海另一方的世界、地底世界，或是凡人無法看見的世界）。著名的歷險故事有《費南聯篇》的《莪相的提爾納諾之旅》（Oisin in Tir na nÓg），還有好幾個不屬於任何聯篇的歷險故事，如《孔勒歷險記》（The Adventure of Conle）、《布蘭·麥佛貝爾的旅程》（The Voyage of Bran mac Ferbail），和《洛卡爾歷險記》（Adventure of Lóegaire）。

### 遊歷
遊歷（immrama）是一系列的航海故事，結合了漁人的經驗、航海中的趣事與其他世界的元素，在其它文本中被提到的總共有七篇遊歷，而如今只發現三篇，分別是：《馬爾都因遊歷》（Voyage of Mael Dúin）、《柯拉之子遊歷》（Voyage of the Uí Chorra），《瑟尼格與麥克利亞其拉遊歷》（Voyage of Snedgus and Mac Riagla）。《馬爾都因遊歷》是《布倫丹遊歷》（Voyage of St. Brendan）的前傳，該篇影響了後來的第８世紀的歐洲文學，如《亞德南所見之事》（The Vision of Adamnán）。

### 民間故事
民間故事（folk tales）。二十世紀初，海爾曼尼·坦伯頓·卡瓦納（Herminie T. Kavanagh）撰寫了一些以愛爾蘭神話為背景的故事，並將其發表於雜誌與兩本書中。在海爾曼尼過世二十六年後，她的著作《夢遊小人國》（Darby O'Gill and the Good People）和《昔日希望的餘燼》（Ashes of Old Wishes）被改編成電影《夢遊小人國》（Darby O'Gill and the Little People）。劇作家格雷戈里夫人也蒐集了很多愛爾蘭民間故事，以保存愛爾蘭的歷史。

## 文本來源

### 英文譯本
- Cross, Tom Peete and Clark Harris Slover. Ancient Irish Tales. Barnes and Noble Books, Totowa, New Jersey, 1936 repr. 1988. ISBN 1-56619-889-5.
- Dillon, Myles. The Cycles of the Kings. Oxford University Press, 1946; reprinted Four Courts Press: Dublin and Portland, OR, 1994. ISBN 1-85182-178-3.
- Dillon, Myles. Early Irish Literature. Chicago: University of Chicago Press, 1948; reprinted : Four Courts Press, Dublin and Portland, OR, 1994. ISBN 0-7858-1676-3.
- Joseph Dunn: The Ancient Irish Epic Tale Táin Bó Cúailnge (1914)
- Winifred Faraday: The Cattle-Raid of Cualng. London, 1904. This is a partial translation of the text in the Yellow Book of Lecan, partially censored by Faraday.
- Gantz, Jeffrey. Early Irish Myths and Sagas. London: Penguin Books, 1981. ISBN 0-14-044397-5.
- Kinsella, Thomas. The Tain. Oxford: Oxford University Press, 1970. ISBN 0-19-281090-1.
- Gregory, Lady Augusta. Cuchulain of Muirtheme （页面存档备份，存于）. First Published 1902.

### 中古愛爾蘭語
- Cath Maige Tuired: The Second Battle of Mag Tuired. Elizabeth A. Gray, Ed. Dublin: Irish Texts Society, 1982. Series: Irish Texts Society (Series) ; v. 52. Irish text, English translation and philological notes.
- Táin Bo Cuailnge from the Book of Leinster. Cecile O'Rahilly（英语：Cecile O'Rahilly）, Ed. Dublin Institute for Advanced Studies, 1984.
- Táin Bo Cuailnge Recension I. Cecile O'Rahilly, Ed. Dublin Institute for Advanced Studies 1976. Irish text, English translation and philological notes.

### 次要來源
- Coghlan, Ronan  Pocket Dictionary of Irish Myth and Legend.  Belfast: Appletree, 1985.
- Mallory, J. P. Ed. Aspects of the Tain. Belfast: December Publications, 1992. ISBN 0-9517068-2-9.
- O'Rahilly, T. F.（英语：T. F. O'Rahilly） Early Irish History and Mythology (1946)
- O hOgain, Daithi "Myth, Legend and Romance: An Encyclopedia of the Irish Folk Tradition" Prentice Hall Press, (1991) : ISBN 0-13-275959-4 (the only dictionary/encyclopedia with source references for every entry)
- Rees, Brinley and Alwyn Rees. Celtic Heritage: Ancient Tradition in Ireland and Wales. New York: Thames and Hudson, 1961; repr. 1989. ISBN 0-500-27039-2.
- Sjoestedt, M. L. Gods and Heroes of the Celts. 1949; translated by Myles Dillon. repr. Berkeley, CA: Turtle Press, 1990. ISBN 1-85182-179-1.
- Williams, J. F. Caerwyn. Irish Literary History. Trans. Patrick K. Ford. University of Wales Press, Cardiff, Wales, and Ford and Bailie, Belmont, Massachusetts. Welsh edition 1958, English translation 1992. ISBN 0-926689-03-7.

## 改編，集著，和重述
- Lady Francesca Speranza Wilde, Ancient Legends, Mystic Charms, and Superstitions of Ireland  (1887)
- James Bonwick（英语：James Bonwick）,  Irish Druids and Old Irish Religions (1894)
- Lady Augusta Gregory : Cuchulain of Muirthemne (1902), and Gods and Fighting Men (1904)
- Juliet Marillier（英语：Juliet Marillier） : Daughter of the Forest（英语：Daughter of the Forest）, Son of the Shadows（英语：Son of the Shadows）, and Child of the Prophecy（英语：Child of the Prophecy） (Sevenwaters trilogy, 1999-2001).
- Gregory Frost（英语：Gregory Frost） : Tain (1986), and Remscela (1988)
- Morgan Llywelyn（英语：Morgan Llywelyn） : Red Branch（英语：Red Branch (novel)） (1989), Finn MacCool（英语：Finn Mac Cool (novel)） (1994), and Bard: The Odyssey Of the Irish（英语：Bard: The Odyssey Of the Irish） (1984)
- James Stephens（英语：James Stephens (author)） : Irish Fairy Tales（英语：Irish Fairy Tales） (1920)
- Lenihan, Eddie and Carolyn Eve Green. Meeting the Other Crowd: The Fairy Stories of Hidden Ireland. New York. Jeremy P. Tarcher/Penguin. 2004. ISBN 1-58542-307-6

## 外部連結
- Department of Irish Folklore, Dublin. Includes the National Folklore Archives （页面存档备份，存于）
- The Celtic Literature Collection （页面存档备份，存于）
- Legendary Fictions of the Irish Celts （页面存档备份，存于）
- Timeless Myths: Celtic Mythology （页面存档备份，存于）